# Lessing Field
Le Lessing Field, auparavant connu sous le nom de Varsity Field, est un stade omnisports américain (principalement utilisé pour le soccer et la crosse) situé dans la ville de Fairfield, dans le Connecticut.
Le stade, doté de 600 places et inauguré en 2003, appartient à l'Université Fairfield et sert d'enceinte à domicile à l'équipe universitaire des Stags de Fairfield (pour les équipes masculines et féminines de soccer et de crosse), ainsi qu'à l'équipe lycéenne du Fairfield College Preparatory School.
Il porte le nom de Stephen Lessing, ancien membre de l'équipe de tennis masculine des Fairfield Stags, et membre actuel du conseil d'administration de l'Université Fairfield dont la générosité a permis la rénovation du stade.

## Histoire
Les travaux du stade débutent en 2002 pour s'achever un an plus tard sous le nom de Varsity Field.
Les finales de tous les championnats Metro Atlantic Athletic Conference (MAAC) 2006 et 2007 ont été diffusées en direct sur ESPNU.